# Uvala Plemići
Uvala Plemići este o arie protejată (sit de importanță comunitară — SCI) din Croația întinsă pe o suprafață de 212,09 ha, integral pe uscat.

## Localizare
Centrul sitului Uvala Plemići este situat la coordonatele 44°16′52″N 15°18′40″E / 44.281°N 15.311°E.

## Înființare
Situl Uvala Plemići a fost declarat sit de importanță comunitară în iulie 2013 pentru a proteja 5 specii de animale.

## Biodiversitate
Situată în ecoregiunea mediteraneană, aria protejată conține 6 habitate naturale: Pășuni mediteraneene udate de apa mării (Juncetalia maritimi), Tufărișuri halofile mediteraneene și termo-atlantice (Sarcocornetea fruticosi), Terase mlăștinoase și terase nisipoase neacoperite de apă la reflux, Faleze cu vegetație de Limonium spp. endemic de pe coastele mediteraneene, Pajiști submediteraneene de Molinio-Hordeion secalini, Salicornia și alte specii anuale care populează regiunile mlăștinoase și nisipoase.
La baza desemnării sitului se află mai multe specii protejate de  mamifere (5): liliac cu aripi lungi (Miniopterus schreibersii), liliac cu picioare lungi (Myotis capaccinii), liliac cărămiziu (Myotis emarginatus), liliac comun (Myotis myotis), liliacul mare cu potcoavă (Rhinolophus ferrumequinum).
Pe lângă speciile protejate, pe teritoriul sitului au mai fost identificate 2 specii de plante.